# Epidemia de fiebre amarilla en Filadelfia

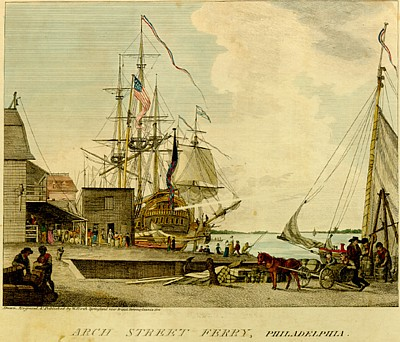
Arch Street Ferry, Filadelfia, donde se identificó el primer grupo de casos.

La epidemia de fiebre amarilla de Filadelfia fue una epidemia que afectó a dicha ciudad en 1793, en donde fueron incluidas 5.000 o más personas en el registro oficial de defunciones entre el 1 de agosto y el 9 de noviembre. La gran mayoría de ellas murió de fiebre amarilla, lo que hizo que la epidemia en la ciudad de 50.000 personas fuera una de las más graves de la historia de los Estados Unidos. A finales de septiembre, 20.000 personas habían huido de la ciudad. La tasa de mortalidad alcanzó su punto máximo en octubre, antes de que las heladas acabaran con los mosquitos y pusieran fin a la epidemia en noviembre. Los médicos probaron diversos tratamientos, pero no conocían el origen de la fiebre ni sabían que se transmitía por los mosquitos —lo que no se verificó hasta finales del siglo XIX—.
El alcalde y un comité de dos docenas de personas organizaron un hospital para la fiebre en Bush Hill y otras medidas de crisis. La asistencia de la Free African Society fue solicitada por la ciudad y aceptada de inmediato por los miembros, basándose en la suposición errónea de que los nativos africanos tendrían la misma inmunidad parcial a la nueva enfermedad que muchos tenían a la malaria, la fuente más común de epidemias de fiebre durante los meses de verano. Las enfermeras de color ayudaron a los pacientes y los líderes del grupo contrataron a hombres adicionales para retirar los cadáveres, que la mayoría de la gente no tocaría. Los negros en la ciudad murieron al mismo ritmo que los blancos, unos 240 en total.
Algunos pueblos vecinos se negaron a dejar entrar a los refugiados de Filadelfia, por temor a que tuvieran fiebre. Las principales ciudades portuarias como Baltimore y Nueva York tenían cuarentenas contra los refugiados y los bienes de Filadelfia, aunque Nueva York enviaba ayuda financiera a la ciudad.

## Comienzos
En la primavera de 1793, llegaron refugiados coloniales franceses, algunos con esclavos, desde cabo Haitiano, Saint-Domingue (ahora Haití). Los 2.000 inmigrantes huían de la revolución haitiana de los esclavos en el norte de la isla. Abarrotaban el puerto de Filadelfia, donde en agosto comenzó la primera epidemia de fiebre amarilla en la ciudad en 30 años. Es probable que los refugiados y los barcos llevaran el virus de la fiebre amarilla y los mosquitos. El virus se transmite por picaduras de mosquitos. Los mosquitos se reproducen fácilmente en pequeñas cantidades de agua estancada. En 1793, la comunidad médica y otros no entendían el papel de los mosquitos en la transmisión de la fiebre amarilla y otras enfermedades.
En los puertos y áreas costeras de los Estados Unidos, incluso en el noreste, los meses de agosto y septiembre se consideraban la «estación enfermiza», cuando prevalecían las fiebres. En el sur, los plantadores y otras personas lo suficientemente adineradas solían abandonar el País Bajo durante esta temporada. Los nativos pensaban que los recién llegados tenían que someterse especialmente a un «condimento» y tenían más probabilidades de morir de lo que se pensaba eran fiebres estacionales en sus primeros años en la región. Filadelfia era entonces la capital temporal de los Estados Unidos, y el gobierno debía regresar en el otoño. El presidente George Washington había abandonado la ciudad.
Las dos primeras personas que murieron de fiebre amarilla a principios de agosto en Filadelfia fueron inmigrantes recientes, uno de Irlanda y el otro de Saint-Domingue. Las cartas que describen sus casos se publicaron en un panfleto aproximadamente un mes después de su muerte. El joven médico enviado por los Superintendentes de los Pobres para tratar a la mujer irlandesa estaba perplejo y su tratamiento no la salvó.
Un libro de 2013 escrito por Billy G. Smith, profesor de historia en la Universidad Estatal de Montana, se argumenta que el principal vector de la plaga de 1793 en Filadelfia —y otros puertos del Atlántico— fue el buque mercante británico Hankey, que había huido de la colonia de Bolama — una isla situada frente a las costas de África occidental, la actual Guinea-Bisáu—, el mes de noviembre anterior, arrastrando la fiebre amarilla a todos los puertos de escala en el Caribe y la costa del Atlántico oriental.

## Declaración de epidemia
Después de dos semanas y un número creciente de casos de fiebre, Benjamin Rush, un estudiante de médico durante la epidemia de fiebre amarilla de 1762 en la ciudad, vio el tipo patrón: reconoció que la fiebre amarilla había vuelto. Rush alertó a sus colegas y al gobierno de que la ciudad se enfrentaba a una epidemia de «fiebre amarilla altamente contagiosa, así como mortal... biliosa y remitente». A la alarma se sumaba el hecho de que, a diferencia de la mayoría de las fiebres, las principales víctimas no eran los muy jóvenes ni los muy mayores. Muchas de las primeras muertes fueron de adolescentes y jefes de familia en las zonas portuarias. Creyendo que los refugiados de Saint-Domingue eran portadores de la enfermedad, la ciudad impuso una cuarentena de dos a tres semanas a los inmigrantes y sus bienes, pero no pudo hacerla cumplir ya que la epidemia aumentó en su extensión.
Entonces la ciudad más grande de los Estados Unidos, con unos 50.000 residentes, Filadelfia era relativamente compacta y la mayoría de las casas se encontraban a menos de siete manzanas de su principal puerto en el río Delaware. Las instalaciones de atraque se extendían desde Southwark, al sur de la ciudad, hasta Kensington, al norte. Los casos de fiebre se agruparon al principio alrededor del muelle de la calle Arch. Rush culpó a «algunos cafés dañados que se pudrieron en el muelle cerca de la calle Arch» por causar las fiebres. Pronto aparecieron casos en Kensington. Como el puerto era crítico para la economía del estado, el gobernador de Pensilvania, Thomas Mifflin, era responsable de su salud. Le pidió al médico del puerto, James Hutchinson, que evaluara las condiciones. El doctor encontró que 67 de los cerca de 400 residentes cerca del muelle de la calle Arch estaban enfermos, pero únicamente 12 tenían «fiebres malignas». Alarmado por lo que Rush y otros le dijeron, el alcalde Matthew Clarkson pidió a la sociedad médica de la ciudad, el Colegio de Médicos, que se reuniera y aconsejara al gobierno de la ciudad y a los ciudadanos cómo proceder.
Rush describió más tarde algunos de los primeros casos: El 7 de agosto, trató a un joven por dolores de cabeza, fiebre y vómitos, y el 15 trató a su hermano. El mismo día, una mujer a la que estaba tratando se puso amarilla. El 18 un hombre en el tercer día de fiebre no tenía pulso, estaba frío, húmedo y amarillo, pero podía sentarse en su cama. Murió unas horas después. El día 19 una mujer a la que Rush visitó murió en cuestión de horas. Otro médico dijo que cinco personas a la vista de su puerta murieron. Ninguna de esas víctimas era un inmigrante reciente.
El Colegio publicó una carta en los periódicos de la ciudad, escrita por un comité encabezado por Rush, sugiriendo 11 medidas para prevenir el «progreso» de la fiebre. Advirtieron a los ciudadanos que evitaran la fatiga, el sol caliente, el aire nocturno, el exceso de licor y cualquier otra cosa que pudiera disminuir su resistencia. El vinagre y el alcanfor en las habitaciones infectadas «no pueden ser usados con demasiada frecuencia sobre pañuelos, o en botellas con olor, por las personas cuyo deber llama a visitar o atender a los enfermos». Esbozaron medidas para los funcionarios de la ciudad: detener el tañido de las campanas de la iglesia y hacer que los entierros sean privados; limpiar las calles y los muelles; hacer explotar la pólvora en la calle para aumentar la cantidad de oxígeno. Todos debían evitar el contacto innecesario con los enfermos. Se enviaron tripulaciones para limpiar los muelles, las calles y el mercado, lo que animó a los que quedaban en la ciudad.  Muchos de los que pudieron salir de la ciudad.
Elizabeth Drinker, una mujer cuáquera casada, mantuvo un diario durante años; su relato del 23 al 30 de agosto cuenta la historia acelerada de la propagación de la enfermedad en la ciudad y el creciente número de muertes. También describe las muchas personas que abandonan la ciudad.

### Hospitales temporales

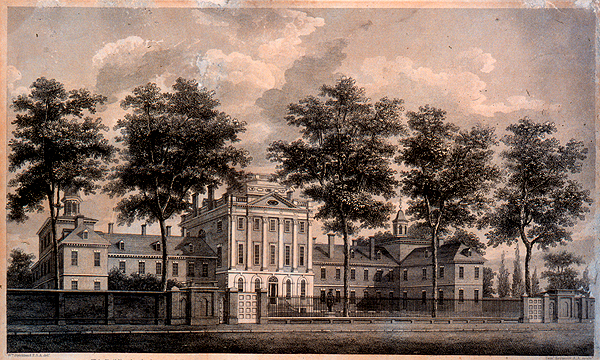
Grabado del Hospital de Pensilvania: «El edificio por la generosidad del gobierno y muchas personas privadas se fundó con orgullo para el alivio de los enfermos y los miserables. Anno 1755.»William Strickland (arquitecto). 1811.

Como todos los hospitales de esa época, el Hospital de Pensilvania no admitía pacientes con enfermedades infecciosas.
Los Guardianes de los Pobres se hicieron cargo de Bush Hill, una finca de 150 acres en las afueras de la ciudad, cuyo propietario William Hamilton estaba en Inglaterra para una estancia prolongada. El vicepresidente John Adams había alquilado recientemente la casa principal, por lo que los pacientes de fiebre amarilla fueron colocados en las dependencias. Se contrataron enfermeras para tratar a los pacientes, bajo las órdenes de jóvenes médicos de la ciudad, que debían visitarlos diariamente.
A finales de agosto no era tradicionalmente un momento de mucha actividad en la ciudad. Muchas familias que podían permitirse o que tenían parientes en el campo vivían en otros lugares durante ese mes caluroso. A partir de septiembre, los envíos generalmente aumentaban con la llegada de los productos de otoño de Gran Bretaña. En 1793, no estaba previsto que el Congreso Federal reanudara sus sesiones hasta noviembre, pero la Asamblea de Pensilvania se reunió en la primera semana de septiembre. Fundada por el cuáquero William Penn, la ciudad fue el centro de la vida cuáquera en los Estados Unidos. La reunión anual de la Sociedad de los Amigos estaba programada para la tercera semana de septiembre.

### Pánico y refugiados
Entre el asesoramiento del Colegio el 25 de agosto y la muerte del Dr. Hutchinson por fiebre amarilla el 7 de septiembre, el pánico se extendió por toda la ciudad; más gente huyó. Entre el 1 de agosto y el 7 de septiembre, 456 personas murieron en la ciudad; se informó de 42 muertes el 8 de septiembre. Se estima que 20.000 personas abandonaron la ciudad hasta septiembre, incluyendo a los líderes nacionales. El número de muertes diarias se mantuvo por encima de 30 hasta el 26 de octubre. El peor período de siete días fue entre el 7 y el 13 de octubre, cuando se contaron 711 muertes.
Algunos pueblos vecinos tenían patrullas en las carreteras para evitar la entrada de refugiados. Los principales puertos de Baltimore y Nueva York impedían la entrada de refugiados y los ponían en cuarentena a ellos y a las mercancías de Filadelfia durante semanas.
El editor Mathew Carey publicó un breve panfleto más tarde, en el otoño, en el que describía los cambios que habían ocurrido en la vida de la ciudad:

Los que se aventuraban al exterior, tenían pañuelos o esponjas impregnados con vinagre de alcanfor en sus narices. Otros llevaban trozos de cuerda alquitranada en sus manos o bolsillos, o bolsas de alcanfor atadas alrededor de sus cuellos.... La gente cambiaba rápidamente su camino al ver que un coche fúnebre se acercaba a ellos. Muchos nunca caminaron por el sendero, sino que se metieron en medio de las calles, para evitar ser infectados al pasar por las casas donde había muerto gente. Conocidos y amigos se evitaban en las calles, y solamente se saludaban con una fría inclinación de cabeza. La vieja costumbre de dar la mano cayó en tal desuso general, que muchos retrocedían aterrorizados incluso ante el ofrecimiento de una mano. Una persona con crespón de luto, o cualquier apariencia de luto, era rechazada como una víbora.

## Enfermeras negras
El aviso del Colegio de Médicos daba a entender que la fiebre era contagiosa y que las personas debían evitar el contacto con sus víctimas, aunque el «deber» exigía que fueran atendidas. Sin embargo, en las familias, cuando la persona con fiebre era una madre o un padre, podían prohibir a sus hijos que se acercaran a ellos. Rush conocía la observación del médico John Lining durante la epidemia de fiebre amarilla de 1742 en Charleston (Carolina del Sur), de que los esclavos africanos parecían estar afectados en tasas inferiores a las de los blancos; pensaba que tenían una inmunidad natural. Escribiendo una breve carta a los periódicos bajo el seudónimo de «Anthony Benezet»— un cuáquero que había proporcionado escolarización a los negros—, Benjamin Rush sugirió que la gente de color de la ciudad tenía inmunidad y les pidió «que ofrecieran sus servicios para atender a los enfermos y ayudar a los conocidos en apuros». Richard Allen y Absalom Jones recordaron su reacción a la carta en unas memorias que publicaron poco después de la epidemia:

A principios de septiembre, apareció en los periódicos públicos una solicitud para que la gente de color se adelantara y ayudara a los enfermos angustiados, moribundos y abandonados; con una especie de garantía de que las personas de nuestro color no estaban expuestas a contraer la infección. Ante lo cual nosotros y algunos otros nos reunimos y consultamos cómo actuar en una situación tan verdaderamente alarmante. Después de conversarlo, encontramos la libertad de seguir adelante, confiando en «Aquel» que puede preservar en medio de un horno de fuego ardiendo, consciente de que era nuestro deber hacer todo el bien que pudiéramos a nuestros afligidos compañeros mortales. Nos propusimos ver dónde podíamos ser útiles. El primero que visitamos fue un hombre en el callejón de Emsley, que se estaba muriendo, y su esposa yacía muerta en ese momento en la casa, no había nadie para ayudar excepto dos pobres niños indefensos. Administramos todo el alivio que pudimos, y se solicitó a los capataces de los pobres que enterraran a la mujer. Visitamos a más de veinte familias ese día; ¡todas eran escenas de dolor! El Señor fue abundante para fortalecernos y quitarnos todo temor ...

Para regular mejor nuestra conducta, llamamos al alcalde al día siguiente, para consultar con él sobre cómo proceder, para que sea lo más útil. El primer objetivo que recomendó fue una estricta atención a los enfermos, y la obtención de enfermeras. Esto fue atendido por Absalom Jones y William Gray; y, para que los afligidos pudieran saber dónde presentar la solicitud, el alcalde informó que si se les solicitaba se les proporcionaría. Poco después, la mortalidad aumentó, la dificultad de conseguir que se retirara un cadáver, era tal, que pocos estaban dispuestos a hacerlo, incluso cuando se les ofrecían grandes recompensas. Se buscaba a los negros. Entonces ofrecimos nuestros servicios en los periódicos públicos, anunciando que nos llevaríamos a los muertos y conseguiríamos enfermeras. Nuestros servicios eran la producción de una verdadera sensibilidad, no buscábamos honorarios ni recompensas, hasta que el aumento del desorden hizo que nuestro trabajo fuera tan arduo que no fuimos adecuados para el servicio que habíamos asumido.

Allen señaló en su relato que, debido al aumento de la mortalidad, él y Jones tuvieron que contratar a cinco hombres para que les ayudaran a retirar los cadáveres, ya que la mayoría de la gente evitaba a los enfermos y a los muertos. En una carta del 6 de septiembre a su esposa, Rush dijo que «los hermanos africanos... proporcionan enfermeras a la mayoría de mis pacientes».  A pesar de la teoría de Rush, la mayoría de la gente de color de la ciudad no era inmune a la fiebre. Muchos de los esclavos que estaban en Charleston en 1742 pudieron haber obtenido inmunidad antes de ser transportados desde África, al haber estado expuestos a la fiebre amarilla en un caso leve. Las personas que sobrevivieron a un ataque obtuvieron inmunidad. Un total de 240 negros murieron, en proporción a su población en la misma proporción que los blancos.

## Controversia sobre el tratamiento
Dados los limitados recursos y conocimientos de la época, la respuesta de la ciudad fue creíble. La comunidad médica no conocía la historia natural de la fiebre amarilla, una infección viral propagada por el mosquito Aedes aegypti. Los esfuerzos por limpiar la ciudad no frenaron la propagación de la enfermedad, ya que los mosquitos se reproducían en el agua limpia. Los periódicos de Filadelfia siguieron publicando durante la epidemia, y a través de los médicos y otros trataron de comprender y combatir la epidemia. El 7 de septiembre, Adam Kuhn aconsejó a los pacientes que trataran los síntomas a medida que fueran surgiendo; había estudiado medicina en la Universidad de Uppsala en Suecia.
Rush afirmó que probó los remedios estimulantes de Kuhn y Steven, y sus pacientes incluso así murieron. Recomendó otros tratamientos, incluyendo la purga y el sangrado, y publicó sus teorías. La esperanza que ofrecía cualquiera de estos tratamientos pronto se desvaneció cuando quedó claro que no curaban la enfermedad, y las afirmaciones de los médicos, que competían entre sí, desmoralizaron a los pacientes.
En su relato de 1794 sobre la epidemia, Mathew Carey señaló que otros médicos afirmaban haber usado calomelano —un compuesto de mercurio— antes de Rush y que «su eficacia era grande y rescató a muchos de la muerte». Carey agregó que «la eficacia de la hemorragia, en todos los casos no atendidos con putridez, era grande». Rush enseñó a las enfermeras afroamericanas cómo sangrar a los pacientes. Allen y Jones escribieron que estaban agradecidos de que «hemos sido los instrumentos, en la mano de Dios, para salvar las vidas de cientos de nuestros sufridos compañeros mortales». La marca de medicina de Rush se convirtió en el tratamiento estándar americano para las fiebres en la década de 1790 y fue ampliamente utilizada durante los siguientes 50 años.
La afirmación de Rush de que sus remedios curaban a 99 de cada 100 pacientes ha llevado a los historiadores y médicos modernos a ridiculizar sus remedios y su enfoque de la ciencia médica. Algunos contemporáneos también lo atacaron. El editor del periódico William Cobbett atacó las terapias de Rush y lo llamó «sangrado», en honor a un personaje de Gil Blas, que desangraba a los pacientes hasta la muerte. En 1799 Rush ganó un juicio por difamación de 5.000 dólares contra Cobbett.

## Respuestas del gobierno a la crisis
Las respuestas de los distintos niveles de gobierno de la ciudad variaron. El gobierno federal no tenía autoridad para actuar y el Congreso no había estado en sesión desde junio. El presidente George Washington y su gabinete continuaron reuniéndose hasta que dejó la ciudad el 10 de septiembre para sus vacaciones programadas, un período que incluyó la colocación de la primera piedra, el 18 de septiembre, del nuevo Capitolio de los Estados Unidos que se construiría en la ciudad de Washington, la capital designada. Los empleados del Departamento del Tesoro, que recogían las aduanas y trabajaban en el sistema financiero del país, trabajaron durante toda la epidemia; la oficina de correos también permaneció abierta.
La legislatura del estado cortó su sesión de septiembre después de que un cadáver fuera encontrado en los escalones de la Casa del Estado. El Gobernador Mifflin enfermó y su médico le aconsejó que se fuera. Los bancos de la ciudad permanecieron abiertos. Pero, las operaciones bancarias fueron tan lentas por la incapacidad de la gente para pagar los billetes debido a las interrupciones de la epidemia que los bancos renovaron automáticamente los billetes hasta que la epidemia terminó.
El alcalde Matthew Clarkson organizó la respuesta de la ciudad a la epidemia. La mayoría de los miembros del Consejo Común huyeron, junto con otros 20.000 residentes. Las personas que no abandonaron Filadelfia antes de la segunda semana de septiembre solamente pudieron salir de la ciudad con grandes dificultades, y se enfrentaron a bloqueos de carreteras, patrullas, inspecciones y cuarentenas. El 12 de septiembre, Clarkson convocó a los conciudadanos interesados en ayudar a los Guardianes de los Pobres. Formaron un comité para tomar el relevo de los Guardianes y hacer frente a la crisis.
El día 14, Clarkson se unió a 26 hombres, que formaron comités para reorganizar el hospital de la fiebre, organizar las visitas a los enfermos, alimentar a los que no podían cuidarse por sí mismos y organizar carros para llevar a los enfermos al hospital y a los muertos al Campo de Potter. El Comité actuó con rapidez: tras un informe de gemelos de 15 meses de edad que habían quedado huérfanos, dos días después el Comité había identificado una casa para albergar al creciente número de huérfanos. Como se ha señalado anteriormente, Richard Allen y Absalom Jones ofrecieron al Comité los servicios de miembros de la Free African Society.
Cuando el Comité del Alcalde inspeccionó el hospital de la fiebre de Bush Hill, encontraron a las enfermeras sin cualificación y organización caóticq. "Los enfermos, los moribundos y los muertos se mezclaban indiscriminadamente. Se permitió que las evacuaciones de los enfermos, permanecieran en el estado más ofensivo imaginable... El 15 de septiembre, Peter Helm, fabricante de barriles, y Stephen Girard, comerciante y armador nacido en Francia, se ofrecieron como voluntarios para dirigir personalmente el hospital y representar al Comité del Alcalde.
Hicieron rápidas mejoras en el hospital: se repararon las bases de las camas y se trajeron más de la prisión para que los pacientes no tuvieran que acostarse en el suelo. Se adaptó un granero como lugar para los pacientes convalecientes. El 17 de septiembre, los directores contrataron 9 enfermeras y 10 asistentes, así como una matrona. Asignaron las 14 habitaciones para separar a los pacientes masculinos y femeninos. Con el descubrimiento de un manantial en la finca, los trabajadores se organizaron para que se bombeara agua limpia al hospital. Helm y Girard informaron al Comité que podían acomodar a más de los 60 pacientes que estaban bajo su cuidado, y pronto el hospital tuvo 140 pacientes.
Girard encontró que las visitas intermitentes de cuatro jóvenes médicos de la ciudad añadieron a la confusión sobre el tratamiento de los pacientes. Contrató a Jean Deveze, un médico francés con experiencia en el tratamiento de la fiebre amarilla en Saint-Domingue (ahora Haití). Deveze úicamente atendía a los pacientes del hospital, y era asistido por boticarios franceses, admiraba la intrepidez de Girard en su devoción por los pacientes. En unas memorias publicadas en 1794, Deveze escribió sobre Girard:

Incluso vi a uno de los enfermos... ...descargando el contenido de su estómago sobre él. ¿Qué hizo Girard? ... Limpió los mantos del paciente, lo consoló... arregló la cama, e inspiró con coraje, renovando en él la esperanza de que se recuperara. -De él pasó a otro, que vomitó materia ofensiva que habría descorazonado a cualquier otro que no fuera este hombre maravilloso.

La noticia de que los pacientes tratados en el hospital se estaban recuperando animó a muchas personas a creer que la medicina estaba consiguiendo controlar la fiebre. Pero, pronto se hizo evidente que la mortalidad en el hospital seguía siendo alta; alrededor del 50% de los admitidos murieron.

## Reacciones de otras ciudades
A medida que aumentaba el número de muertos en la ciudad, los funcionarios de las comunidades vecinas y las principales ciudades portuarias, como Nueva York y Baltimore, establecieron cuarentenas para los refugiados y las mercancías de Filadelfia. Nueva York estableció un «Comité designado para prevenir la propagación e introducción de enfermedades infecciosas en esta ciudad», que estableció patrullas ciudadanas para monitorear la entrada a la ciudad. Las diligencias de Filadelfia no estaban permitidas en muchas ciudades. Havre de Grace (Maryland), por ejemplo, trató de evitar que la gente de Filadelfia cruzara el río Susquehanna hacia Maryland. Las ciudades vecinas enviaron alimentos y dinero; por ejemplo, la ciudad de Nueva York envió 5000 dólares al Comité del Alcalde.
Woodbury y Springfield en Nueva Jersey; Chester (Pensilvania) y Elkton (Maryland), estuvieron entre las ciudades que aceptaron refugiados. El presidente Washington mantuvo correspondencia con miembros de su gabinete sobre dónde reunirse si la epidemia impedía que el Congreso se reuniera como estaba programado en diciembre. Washington decidió ocupar el gabinete a principios de noviembre en Germantown, en ese momento una ciudad independiente a diez millas del corazón de Filadelfia.

## Acusaciones de Carey
En su relato de 1793 sobre la epidemia, Mathew Carey contrastó los sacrificios de hombres como Joseph Inskeep, un cuáquero que sirvió en el Comité del Alcalde y también visitó a los enfermos. Cuando Inskeep contrajo la fiebre, pidió la ayuda de una familia a la que había atendido cuando varios de sus miembros estaban enfermos. Ellos se negaron; él murió, lo que podía haber ocurrido incluso con su ayuda. Carey informó de su negativa.
Publicó rumores de avaricia, especialmente por parte de los propietarios que lanzaban a los inquilinos convalecientes a la calle para obtener el control de sus pisos. Mientras elogiaba a Richard Allen y Absalom Jones por su trabajo, sugería que los negros habían causado la epidemia, y que algunas enfermeras negras habían cobrado altos honorarios e incluso robado a aquellos por los que se preocupaban.
Allen y Jones escribieron rápidamente un panfleto para defender a la gente de color en la crisis. La historiadora Julie Winch cree que querían defender su comunidad, sabiendo lo poderoso que era Carey y queriendo mantener la reputación de su pueblo después de la epidemia. A medida que la tasa de mortalidad aumentaba, tuvieron que contratar a hombres para conseguir que alguien se ocupara de los enfermos y los moribundos. Ellos contaron que:

...los grandes precios pagados no escaparon a la observación de ese digno y vigilante magistrado, Matthew Clarkson, alcalde de la ciudad y presidente del comité. Nos mandó llamar y nos pidió que usáramos nuestra influencia para reducir los salarios de las enfermeras. Pero al informarle de la causa, es decir, la de las personas que se sobrepujan, se concluyó que no era necesario intentar nada en ese sentido; por lo tanto, se dejó en manos de las personas interesadas.

Allen y Jones notaron que las enfermeras blancas también se beneficiaron y robaron a sus pacientes. «Sabemos que una mujer blanca exigió y pagó seis libras por poner un cadáver en un ataúd; y se exigió y pagó cuarenta dólares a cuatro hombres blancos por traerlo escaleras abajo». Muchas enfermeras negras sirvieron sin compensación:

Un hombre negro pobre, llamado Sampson, iba constantemente de casa en casa donde estaba el mal, y sin ayuda, sin pago ni recompensa. Fue golpeado por el desorden y murió. Después de su muerte, su familia fue descuidada por aquellos a quienes había servido . Sarah Bass, una pobre viuda negra, brindó toda la asistencia que pudo, en varias familias, de  las cuales no recibió nada; y cuando se le ofreció algo, lo dejó a opción de aquellos a quienes servía.

## Respuesta de las iglesias
El clero de la iglesia continuó celebrando los cultos, lo que ayudó a mantener la moral de los residentes. El reverendo J. Henry C. Helmuth, que dirigía la congregación luterana alemana de la ciudad, escribió A Short Account of the Yellow Fever in Philadelphia for the Reflecting Christian («Un breve relato de la fiebre amarilla en Filadelfia para el cristiano reflexivo»). También dejó un diario. El 16 de septiembre informó que su iglesia estaba «muy llena» el día anterior. En una semana de octubre, 130 miembros de su congregación fueron enterrados. El 13 de octubre, escribió en su diario:

Prediqué a una gran multitud sobre el Jes.26,1. Mostré que Filadelfia es una ciudad muy bendecida, el Señor está entre nosotros y especialmente en nuestra congregación. Lo demostré con ejemplos de personas todavía vivas. Bauticé a un niño. Anuncié que no podía estar con los cadáveres, que me informasen de los enfermos por la mañana para que pudiera visitarlos por la tarde.

La Reunión Anual de la Sociedad Religiosa de los Amigos en la Casa de Reuniones de la calle Arch atrajo a 100 asistentes, la mayoría de fuera de la ciudad. La casa de reuniones no está lejos del muelle donde la epidemia había comenzado. En su Epístola Anual posterior a la reunión, los Amigos escribieron que haber cambiado la hora o el lugar de la reunión habría sido un «intento altivo» de escapar de «la vara» de Dios, de la que no había escapatoria. El cuáquero John Todd, que asistió a la reunión, contrajo la fiebre y murió de ella. Su joven viuda, Dolley Payne Todd, se casó más tarde con James Madison, un congresista de Virginia a quien conoció en Filadelfia y un futuro presidente de los Estados Unidos.

## Fin de la epidemia

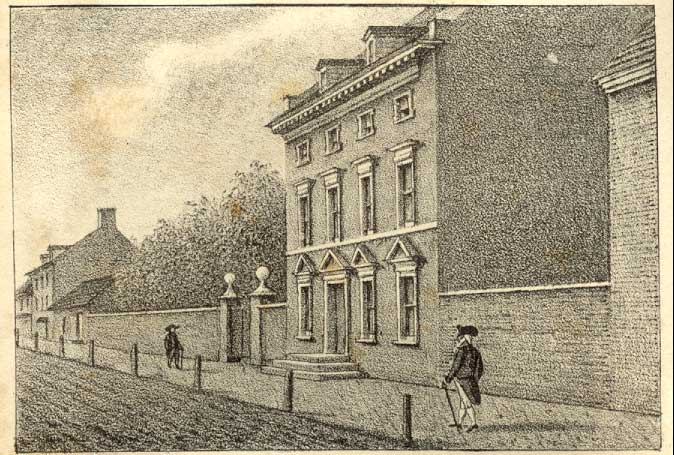
La Casa del Presidente (Filadelfia, Pensilvania).
George Washington dejó la ciudad plagada por la peste para ir a Mount Vernon el 10 de septiembre. Él y su gabinete se reunieron en Germantown a principios de noviembre. El 11 de noviembre, Washington visitó la ciudad antes de que el funcionario se disolviera el 14 de noviembre, pero no volvió a ocupar la Casa del Presidente hasta diciembre.

Los médicos, predicadores y laicos esperaban que la llegada del otoño pusiera fin a la epidemia. Al principio esperaban que un «vendaval equinoccial» estacional o un huracán, común en esa época del año, hiciera desaparecer la fiebre. Las fuertes lluvias caídas a finales de septiembre parecieron correlacionarse con una mayor tasa de casos. A continuación, los residentes anticiparon temperaturas bajo cero durante la noche, que sabían que estaban asociadas con el fin de las fiebres otoñales. En las dos primeras semanas de octubre y el pico de la crisis, la tristeza invadió la ciudad. La mayoría de las iglesias habían dejado de celebrar servicios y la oficina de correos se mudó fuera del área con el mayor número de casos. Continuaron los días de mercado y los panaderos siguieron elaborando y distribuyendo pan. Murieron varios miembros del Comité del Alcalde. Las enfermeras afroamericanas también habían comenzado a morir de fiebre. Los carros llevaron a las víctimas enfermas a Bush Hill y a los muertos a los cementerios. Los médicos también sufrieron enfermedades y muertes, y había menos disponibles para atender a los pacientes. Tres de los estudiantes de Rush y su hermana murieron; él estaba demasiado enfermo para salir de su casa. Tales noticias arrojaron dudas sobre los métodos de Rush, pero ninguna de esas víctimas se había sometido a su duro tratamiento.
Los refugiados de Saint-Domingue que creían tener inmunidad usaban las calles libremente, pero pocos residentes lo hacían. Los que no habían escapado de la ciudad trataron de esperar la epidemia en sus casas. Cuando el Comité del Alcalde hizo un rápido censo de los muertos, encontró que la mayoría de las víctimas eran personas pobres, que murieron en casas ubicadas en los callejones, detrás de las calles principales donde se realizaban la mayoría de los negocios de la ciudad.
El 16 de octubre, después de que las temperaturas se enfriaran, un periódico informó de que «la fiebre maligna ha disminuido muy considerablemente». Las tiendas comenzaron a reabrir el 25 de octubre, muchas familias regresaron y los muelles «volvieron a animarse» cuando un barco con base en Londres llegó con mercancías. El Comité del Alcalde aconsejó a las personas que estaban fuera de la ciudad que esperaran otra semana o 10 días antes de regresar. Publicó instrucciones para la limpieza de las casas que habían sido cerradas, recomendando que se ventilaran durante varios días con todas las ventanas y puertas abiertas. «La quema de nitrato corregirá el aire corrupto que puedan contener. La cal rápida debe ser arrojada a los retretes y las habitaciones deben ser encaladas». El día 31, una bandera blanca fue izada sobre Bush Hill con la leyenda, «No más personas enfermas aquí».
Pero, después de algunos días cálidos, los casos de fiebre reaparecieron. La bandera blanca tuvo que ser bajada. Finalmente, el 13 de noviembre, las diligencias reanudaron su servicio al norte y al sur. Un comerciante informó de que las calles estaban «alborotadas e imposibilitaban los muelles debido a las grandes cantidades de vino, azúcar, ron, café, algodón... Los porteadores son muy astutos y exigen extravagantemente por todo lo que hacen». El 14 de noviembre, el Comité del Alcalde recomendó purificar las casas, la vestimenta y la ropa de cama, pero dijo que cualquiera podía venir a la ciudad «sin peligro por el desorden que prevalece últimamente».

### Origen
Los comerciantes se preocuparon más por la teoría de Rush de que la fiebre surgió de la mugre de Filadelfia y no fue importada de las Indias Occidentales. No querían que la reputación del puerto sufriera permanentemente. Los médicos usaron sus tratamientos mientras rechazaban su etiología de la enfermedad. Otros desaprobaron sus terapias, como el doctor Deveze, pero estuvieron de acuerdo en que la fiebre tenía un origen local. Deveze había llegado en el barco de refugiados de Saint Domingue y que muchos acusaban de ser portador de la enfermedad, pero él se consideraba saludable. Los médicos no entendieron el origen o la transmisión de la enfermedad.

## Diferentes cursos de tratamiento
Kuhn aconsejó beber vino, «al principio vinos más débiles, como el clarete y el renano; si no se pueden tener, Lisboa o Madeira diluidos con rica limonada. La cantidad debe ser determinada por los efectos que produce y por el estado de debilidad que prevalece, cuidando de no ocasionar o aumentar el calor, la inquietud o el delirio». Colocó «la mayor dependencia para la cura de la enfermedad, en tirar agua fresca dos veces al día sobre el cuerpo desnudo. El paciente debe ser colocado en una gran bañera vacía, y dos cubos llenos de agua, con una temperatura de 75 u 80 grados Fahrenheit, según el estado de la atmósfera, deben ser arrojados sobre él». El tratamiento del agua también fue defendido por Edward Stevens, quien a mediados de septiembre afirmó que había curado a Alexander Hamilton, Secretario del Tesoro de Estados Unidos, de la fiebre.
Rush buscó en la literatura médica otros enfoques. Benjamín Franklin le había dado cartas enviadas por el John Mitchell, relacionadas con el tratamiento de pacientes durante un brote de fiebre amarilla en 1741 en Virginia. (Franklin nunca publicó las cartas.) Mitchell había notado que el estómago y los intestinos se llenaban de sangre y que estos órganos tenían que ser vaciados a toda costa. «Por este motivo», argumentó Mitchell, «una escrupulosidad inoportuna sobre la debilidad del cuerpo tiene malas consecuencias en estas urgentes circunstancias.... Puedo afirmar que he dado una purga en este caso, cuando el pulso ha sido tan bajo que apenas se puede sentir, y la debilidad extrema, sin embargo, tanto uno como otro han sido restaurados por ella».
Después de experimentar, Rush decidió que un polvo de diez granos de calomel (mercurio) y diez granos de la droga catártica jalapa —la raíz venenosa de una planta mexicana, Ipomoea purga, junto con la gloria de la mañana, que se secaba y pulverizaba antes de ingerirla—, crearía la eliminación deseada que buscaba. Como la demanda de sus servicios era tan grande, hizo que sus ayudantes hicieran tantos de sus polvos en forma de píldoras como pudieran.
El 10 de septiembre, publicó una guía para tratar la fiebre: Dr. Rush's Directions for Curing and Treating the Yellow Fever,(«Instrucciones del Dr. Rush para curar y tratar la fiebre amarilla»), que describe un régimen de automedicación. A la primera señal de síntomas, «más especialmente si esos síntomas están acompañados de un enrojecimiento, o un ligero amarillamiento en los ojos, y de dolores sordos o punzantes en la región del hígado, tome uno de los polvos en un poco de azúcar y agua, cada seis horas, hasta que produzcan cuatro o cinco grandes evacuaciones de los intestinos...» Instó al paciente a permanecer en la cama y a «beber abundantemente» de agua de cebada o de pollo. Luego, después de que los «intestinos se limpien completamente», era apropiado tomar de 8 a 10 onzas de sangre del brazo si, después de la purga, el pulso estaba pleno o tenso. Para mantener el cuerpo abierto recomendaba más calomel o pequeñas dosis de crema de tártaro u otras sales. Si el pulso era débil y bajo, recomendaba manzanilla o serpiente como estimulante, y ampollas o mantas empapadas en vinagre caliente envueltas alrededor de los miembros inferiores. Para restablecer al paciente recomendaba «gachas, sagú, panada, tapioca, té, café, chocolate débil, suero de vino, caldo de pollo y carnes blancas, según el estado débil o activo del sistema; los frutos de la estación pueden ser consumidos con ventaja en todo momento». La habitación del enfermo debe mantenerse fresca y se debe rociar el suelo con vinagre.
La terapia de Rush se generalizó como «purga y sangrado», y mientras el paciente permaneciera debilitado, Rush instó a seguir purgando y sangrando. No pocos de sus pacientes entraron en coma. El calomel de sus píldoras pronto provocó un estado de salivación constante, que Rush instó a los pacientes a conseguir para asegurar la cura. Un signo característico de la muerte era el vómito negro, que la salivación parecía evitar. Dado que instó a la purga a la primera señal de fiebre, otros médicos comenzaron a atender a los pacientes que sufrían un grave malestar abdominal. Las autopsias después de su muerte revelaron estómagos destruidos por tales purgas.
A diferencia de otros médicos, Deveze no ofreció consejos en los periódicos durante la epidemia. Más tarde habló del tratamiento en sus memorias, que incluían 18 estudios de casos y descripciones de varias autopsias. Aunque desaprobaba los purgantes fuertes y las hemorragias «heroicas» de Rush, sangraba moderadamente a los pacientes y también utilizaba medicamentos para evacuar los intestinos. Al igual que Rush, pensaba que los venenos debían ser «abstraídos» en pacientes gravemente debilitados. En lugar de purgas, usaba ampollas para levantar ronchas en la piel.  A diferencia de Kuhn, no favorecía los baños. Prefería aplicar calor, usando ladrillos calientes en las manos o los pies. Descartaba fuertemente el tratamiento tradicional para fiebres severas, que consistía en envolver a los pacientes en mantas, darles té de manzanilla o Madeira, y tratar de hacerlos sudar. Prefería el agua «acidulada» al uso de la corteza peruana ya que muchos pacientes encontraban la corteza desagradable. Pensó que el uso del opio era muy útil.

## Consecuencias
El Gobernador creó un camino intermedio: ordenó que la ciudad se mantuviera limpia y que se vigilara el puerto para evitar que los barcos infectados, o los procedentes del Caribe, atracaran hasta que hubieran pasado por un período de cuarentena. La ciudad sufrió epidemias de fiebre amarilla en 1797, 1798 y 1799, que mantuvieron vivas las controversias sobre su origen y tratamiento.
Algunos de los clérigos de la ciudad sugirieron que la epidemia era un juicio de Dios. Dirigida por los cuáqueros, la comunidad religiosa pidió a la legislatura estatal que prohibiera las presentaciones teatrales en el estado. Tales espectáculos habían sido prohibidos durante la Revolución y recientemente habían sido autorizados. Después de un extenso debate en los periódicos, la Asamblea del Estado negó la petición.
La reaparición de la fiebre amarilla mantuvo las discusiones sobre las causas, el tratamiento y la prevención hasta el final de la década. Otros puertos importantes también tuvieron epidemias, comenzando por Baltimore en 1794, Nueva York en 1795 y 1798, y  Wilmington en 1798, haciendo de la fiebre amarilla una crisis nacional. Los médicos de Nueva York finalmente admitieron que habían tenido un brote de fiebre amarilla en 1791 que mató a más de 100 personas. Todas las ciudades que sufrieron epidemias siguieron creciendo rápidamente. El reconocimiento generalizado de que las epidemias tenían su base a lo largo de los muelles hizo que las ciudades crecieran con mayor rapidez en las zonas periféricas, pero también allí era donde había tierras disponibles a menor costo. Las familias que podían permitírselo planeaban desalojar las ciudades portuarias durante la temporada de enfermedad.
Durante la epidemia de 1798, Benjamin Rush se desplazaba diariamente desde una casa en las afueras de la ciudad, cerca de lo que hoy es la calle 15 y la calle Columbia, hasta el nuevo hospital de la fiebre de la ciudad, donde como médico jefe trataba a las víctimas de la fiebre. Las respuestas cívicas a las epidemias de 1798 en Filadelfia y Nueva York fueron más complejas que los esfuerzos del Comité del Alcalde de 1793. Por ejemplo, Filadelfia forzó la evacuación de ciertos barrios y colocó a los refugiados en campos supervisados. Después de la epidemia, la ciudad inspeccionó todas las casas y destruyó las que consideró insalubres.
Los médicos americanos no identificaron el vector de la fiebre amarilla hasta finales del siglo XIX. En 1881 Carlos Finlay, un médico cubano, argumentó que las picaduras de mosquitos causaban la fiebre amarilla; atribuyó la idea al relato publicado por Rush sobre la epidemia de 1793. Dijo que Rush había escrito: «Los mosquitos (los habituales acompañantes de un otoño enfermizo) eran inusualmente numerosos...». A finales de la década de 1880, las teorías de Finlay fueron confirmadas en Cuba por los experimentos del Cuerpo Médico del Ejército de los Estados Unidos, bajo la dirección de Walter Reed a finales de 1880, en los que ciertos sujetos se dejaron picar por mosquitos infectados.
En la primera semana de septiembre de 1793,  William Currie publicó una descripción de la epidemia y un relato de su progreso durante agosto. El editor Mathew Carey tenía a la venta un informe de la epidemia en la tercera semana de octubre, antes de que la epidemia terminara. Acusó a los negros de causar la epidemia y a las enfermeras negras de sobrecargar a los pacientes y aprovecharse de ellos. Los reverendos Richard Allen y Absalom Jones, de la Sociedad Africana Libre, publicaron su propio relato rebatiendo los ataques de Carey; para entonces Carey ya había publicado la cuarta edición de su popular panfleto. Allen y Jones señalaron que algunos negros habían trabajado gratis, que habían muerto al mismo ritmo que los blancos a causa de la epidemia y que algunos blancos también habían cobrado en exceso por sus servicios. El trabajo de Currie fue el primero de varios informes médicos publicados en el año de la epidemia. Benjamin Rush publicó un informe de más de 300 páginas. Dos doctores franceses, Jean Deveze y Nassy, publicaron informes más cortos. Los clérigos también publicaron informes; el más notable fue la del ministro luterano J. Henry C. Helmuth.
La rápida sucesión de otras epidemias de fiebre amarilla en Filadelfia y en otras partes del noreste de los Estados Unidos dio lugar a muchos relatos sobre los esfuerzos por contener, controlar y hacer frente a la enfermedad. Rush escribió relatos de las epidemias de 1797, 1798 y 1799 en Filadelfia. Revisó su relato de la epidemia de 1793 para eliminar la referencia a que la enfermedad era contagiosa. Variaba sus curas. En 1798 fue nombrado médico jefe del hospital de la fiebre. La tasa de mortalidad de ese año fue aproximadamente la misma que la de Bush Hill en 1793, a pesar de la diferencia radical entre las terapias utilizadas.
Noah Webster, entonces un notable editor de periódicos de Nueva York, se unió a dos médicos para publicar el Medical Repository, una revista que recogía relatos de epidemias de fiebre en todo el país. Webster usó estos datos en su libro de 1798, sugiriendo que la nación estaba siendo sometida a una «constitución epidémica» generalizada en la atmósfera que podría durar 50 años y hacer que las epidemias mortales fueran casi seguras. Las epidemias de fiebre amarilla llegaron a ser vistas como una crisis nacional. Cuando en 1855 un médico francés publicó una historia de 813 páginas sobre la fiebre amarilla en Filadelfia, que abarcaba los brotes de 1699 a 1854, dedicó solamente unas pocas páginas a la epidemia de 1793.
Las historias generales de los Estados Unidos del siglo XX, como los 10 volúmenes de Great Epochs in American History, publicados en 1912, utilizaron breves extractos del relato de Carey. La primera historia de la epidemia que se basó en fuentes más primarias fue la de J. H. Powell en Bring Out Your Dead (1949), pero no utilizó las cartas personales, que en gran parte se encuentran en las universidades cuáqueras de la zona. Aunque Powell no escribió una historia académica de la epidemia, su trabajo revisó su importancia histórica. Desde mediados del siglo XX, los eruditos han estudiado aspectos de la epidemia, primero en papeles. Por ejemplo, de Martin Pernick: Politics, Parties, and Pestilence: Epidemic Yellow Fever in Philadelphia and the Rise of the First Party System, donde desarrolló la evidencia estadística para mostrar que los médicos republicanos generalmente usaban las terapias de Rush y los médicos federalistas usaban las de Kuhn.
Los académicos celebraron el 200 aniversario de la epidemia con la publicación de artículos sobre varios aspectos de la misma. Un artículo de 2004 en el Bulletin of the History of Medicine reexaminó el uso de la sangría por parte de Rush.

## Representación en otros medios
Varias novelas han explorado la epidemia de Filadelfia, incluidas las siguientes:
- Charles Brockden Brown , Arthur Mervyn (1799)
- Silas Weir Mitchell, The Red City (1909)
- Laurie Halse Anderson, Fever 1793 (2000), novela para jóvenes y adultos ambientada en Filadelfia